# Rahim
Rahim, również Straho, właśc. Sebastian Salbert (ur. 17 listopada 1978 w Katowicach) – polski raper, producent muzyczny, autor tekstów, inżynier dźwięku oraz przedsiębiorca, znany z działalności w zespołach 3xKlan, Paktofonika, Pijani Powietrzem i Pokahontaz. Właściciel agencji artystyczno-wydawniczej MaxFloRec. Prowadzi także solową działalność artystyczną. Współlaureat nagrody Fryderyka. Starszy brat Minixa.
Współpracował z takimi wykonawcami jak Ten Typ Mes, Vienio, AbradAb, Miuosh, Buka, Grubson, L.U.C., Duże Pe, DJ 600V, IGS, Fokus, Lilu, Projektor, Proceente, Kleszcz, O.S.T.R., Vixen, Śliwka Tuitam, K2, Pijani Powietrzem, White House, Fisz, JedenSiedem, Numer Raz, Gutek, Bak, Pelson, Bob One, Mesajah, czy Kaliber 44.
W 2011 roku Salbert został sklasyfikowany na 25. miejscu listy 30 najlepszych polskich raperów według magazynu Machina.

## Życiorys
Sebastian Salbert urodził się 17 listopada 1978 roku w Katowicach, gdzie spędził wczesne dzieciństwo. W latach późniejszych przeprowadził się wraz z rodziną do Mikołowa. Działalność artystyczną rozpoczął pod koniec 1994 roku w formacji 3xKlan. W 1996 roku wyprodukował dwa utwory na potrzeby debiutanckiej płyty zespołu Kaliber 44 – Księga Tajemnicza. Prolog. W jednym z nich – „Psychodela” rapował gościnnie wraz ze swoim macierzystym składem 3xKlan. Rok później ukazał się jedyny album 3xKlan zatytułowany Dom pełen drzwi, zbliżony stylistycznie do dokonań grupy Kaliber 44. Pewną popularność zyskały w Polsce pochodzące z albumu piosenki „Pozytywka” i „Łza wyobraźni” notowane na Szczecińskiej Liście Przebojów Polskiego Radia. Wydawnictwo uzyskało także nominację do nagrody polskiego przemysłu fonograficznego Fryderyka w kategorii Album roku – rap & hip-hop. Następnie Rahim uczestniczył w spontanicznych projektach eRKa i MZD.
W 1998 roku po rozpadzie grupy 3xKlan Salbert nawiązał współpracę z katowickimi raperami Piotrem „Magikiem” Łuszczem i Wojciechem „Fokusem” Alszerem. Efektem był zawiązany jeszcze w 1998 roku zespół Paktofonika. W 2000 roku grupa podpisała kontrakt fonograficzny z firmą Gigant Records. 18 grudnia tego samego roku ukazał się debiutancki album formacji zatytułowany Kinematografia. W kilka dni po premierze samobójstwo popełnił Łuszcz. Rok po premierze debiutu Paktofoniki, Rahim podjął się współprodukcji albumu Zawieszeni w czasie i przestrzeni zespołu Pijani Powietrzem, która ukazała się w 2002 roku. Następnie wyprodukował ostatnią płytę Paktofoniki o tytule Archiwum kinematografii, równolegle tworzył solowy album producencki Experyment: PSYHO. Obie płyty również ukazały się w 2002 roku.
W 2003 roku w katowickim Spodku odbył się pożegnalny koncert Paktofoniki. Tego samego roku wraz z Fokusem i DJ Bambusem utworzył grupę Pokahontaz. W kwietniu 2005 roku ukazał się pierwszy oficjalny album formacji zatytułowany Receptura. Wydawnictwo promowane teledyskiem do utworów „Wstrząs dla mas” oraz „Za szybcy za wściekli” dotarło do 3. miejsca zestawienia OLiS. Następnie podjął współpracę z zespołem Projektor. Efektem był wydany w 2006 roku album pt. Miraż na którym znalazły się utwory wyprodukowane przez Salberta. W międzyczasie wraz z Miłoszem „Miuoshem” Boryckim założył artystyczno-wydawniczą MaxFloRec. Jej kanwę stanowiło istniejące od 1998 roku MaxFloStudio. 19 października 2007 roku Rahim wraz z Łukaszem „L.U.C.” Rostkowskim, znany m.in. z występów w formacji Kanał Audytywny wydał album pt. Homoxymoronomatura. Wydawnictwo było promowane utworami „Hemoglobina” i „Nibyminipocieszne Psychomarionety”, do których zostały zrealizowane teledyski. 5 listopada 2007 roku odbyła się premiera kolejnego albumu producenckiego Salberta pt. DynamoL. Na płycie znalazły się utwory zrealizowane m.in. z gościnnym udziałem AbradAba, Lilu, GrubSona oraz zespołu Projektor. Do utworów „Pod paznokciem”, „To samo” i „Cyfroni” zostały nakręcone klipy.
Rok później Rahim wystąpił w przedstawieniu „Szepty” w reżyserii Jacka Burbana na scenie kameralnej Teatru Polskiego we Wrocławiu. 28 marca, także 2008 roku ukazało się koncertowe wydawnictwo DVD Homoxymoronomatura Live zarejestrowane z Rostkowskim. Następnie wystąpił w etiudzie filmowej Xaviera Tatarkiewicza pt. „Wódeczka i panienki”, której premiera odbyła się w 2009 roku. W obrazie została wykorzystana także muzyka autorstwa Salberta. Tego samego roku uzupełnił ścieżkę dźwiękową do filmu Magdaleny Piekorz pt. Senność. Następnie skupił się na promowaniu nowych artystów w katalogu MaxFloRec, zarówno na debiutanckich albumach: Bzzzt Sound System, NTK, GrubSona i 3oda Kru oraz na kompilacji pt. Podaj dalej. W 2010 roku otrzymał tytuł Mikołowianina Roku 2009. 6 stycznia, tego samego roku Rahim rozpoczął nagrania pierwszego albumu solowego. Płyta zatytułowana Podróże po amplitudzie ukazała się 5 marca tego samego roku. W ramach promocji do pochodzącego z płyty utworu „Sekunda” został zrealizowany teledysk. Gościnnie w nagraniach wzięli udział m.in.: AbradAb, Grubson, Fokus i Lilu. Z kolei 6 grudnia ukazała się płyta Amplifikacja zawierająca remiksy utwory z albumu Podróże po amplitudzie, których autorami byli m.in.: Vixen, Adek, DonDe i Skorup.
W lutym 2012 roku raper wraz z Grubsonem w Gliwickiej Wyższej Szkole Przedsiębiorczości poprowadził wykład pt. „Od idei do sukcesu”. Spotkanie zostało zorganizowane w ramach cyklu Młodzi Kulturalni. W 2013 roku po raz drugi otrzymał tytuł Mikołowianina Roku 2012.
12 grudnia 2019, podczas gali w Muzeum Śląskim w Katowicach, otrzymał Odznakę honorową „Zasłużony dla Kultury Polskiej”.
Historię Paktofoniki i Rahima przedstawia film „Jesteś Bogiem” Leszka Dawida, zrealizowany na podstawie scenariusza Macieja Pisuka opublikowanego w książce „Paktofonika. Przewodnik Krytyki Politycznej”.
W 2020 roku w Polsce ukazała się jego autobiografia Rahim. Ludzie z tylnego siedzenia, którą napisał z Przemysławem Corso wydana nakładem Wydawnictwa SQN.

## Dyskografia
Albumy
| Experyment: PSYHO (jako Straho)       | - Data: 17 listopada 2002 - Wydawca: Gigant Records | –  |                 |                        |
| Homoxymoronomatura (oraz L.U.C.)      | - Data: 19 października 2007 - Wydawca: Kayax       | –  |                 |                        |
| DynamoL (jako Straho)                 | - Data: 5 listopada 2007 - Wydawca: MaxFloRec       | –  |                 |                        |
| Homoxymoronomatura Live (oraz L.U.C.) | - Data: 28 marca 2008 - Wydawca: Kayax              | –  |                 |                        |
| Podróże po amplitudzie                | - Data: 5 marca 2010 - Wydawca: MaxFloRec           | –  | - POL: 15 tys.+ | - POL: złota płyta     |
| Amplifikacja                          | - Data: 6 grudnia 2010 - Wydawca: MaxFloRec         | –  |                 |                        |
| Optymistycznie (oraz Buka)            | - Data: 30 października 2015 - Wydawca: MaxFloRec   | 25 | - POL: 30 tys.+ | - POL: platynowa płyta |
| ARKanoid (oraz AbradAb i Kleszcz)     | - Data: 13 listopada 2020 - Wydawca: MaxFloRec      | 7  |                 |                        |
| „–” album nie był notowany.           |                                                     |    |                 |                        |

Mixtape’y
| Tytuł             | Dane dot. albumu                            |
| ----------------- | ------------------------------------------- |
| 33 Obroty Mixtape | - Data: 6 grudnia 2011 - Wydawca: MaxFloRec |

Single
| „Obiecuję Ci” (oraz Buka, gościnnie: Natalia Nykiel) | 2015 | 39 | 2 | 1 | 19 | Optymistycznie |
| "Nawyki" (oraz Buka)                                 | 2015 | –  | – | – | –  | Optymistycznie |
| „–” singel nie był notowany.                         |      |    |   |   |    |                |

Inne
| Album                                                       | Rok  | Uwagi | Źródło |
| ----------------------------------------------------------- | ---- | --- | ------ |
| To my, rugbiści (kompilacja)                                | 2000 | rap w utworze „W moich kręgach” | [ 39 ] |
| LariFari – Dusza                                            | 2001 | gościnnie rap w utworze „Cały czas” | [ 40 ] |
| Dziewiętnasty południk własnym torem (kompilacja)           | 2001 | rap w utworze „Dziewiętnasty” | [ 41 ] |
| Pijani Powietrzem – Zawieszeni w czasie i przestrzeni       | 2002 | gościnnie rap w utworze „M.A.T.O.” | [ 42 ] |
| DJ 600V – 600 °C                                            | 2003 | gościnnie rap w utworze „Ideałów potęga” | [ 43 ] |
| Duże Pe + IGS + DJ Spox – Sinus                             | 2004 | gościnnie rap w utworze „Ograniczenia” | [ 44 ] |
| VIVA Hip Hop vol.4 (kompilacja)                             | 2004 | rap w utworze „Ideału potęga” | [ 45 ] |
| Kanał Audytywny – Neurofotoreceptoreplotyka jako magia bytu | 2005 | gościnnie rap w utworze „2 pokoje / 2 Rooms” | [ 46 ] |
| Perwer Squad – Mixtape Vol.1                                | 2006 | gościnnie rap w utworze „Sport to zdrowie” | [ 47 ] |
| Projektor – Miraż                                           | 2006 | gościnnie rap w utworach „Pauki za pauki” i „Nie Chodzi O...” oraz produkcja utworów „Cała prawda”, „Co zdobyte”, „Rzepy”, „Nie poganiaj mnie”, „Wszyscy mają problem”, „Mirash”, „Masta kompresji”, „Mi I Im”, „Nie chodzi o...”, „Ciche outro” i „Ciężko lekko żyć” | [ 48 ] |
| Aes – Maestro                                               | 2006 | gościnnie rap w utworze „Flow charyzma styl” | [ 49 ] |
| Miuosh – Maue LP                                            | 2007 | gościnnie rap w utworach „Poprzez texture”, „Sport to zdrowie” i „Cauy Śląsk” (Pieroński RMX) | [ 50 ] |
| Fokus – Alfa I Omega                                        | 2008 | gościnnie rap w utworze „Desperados” | [ 51 ] |
| Hip-Hop.pl składanka 2008 (kompilacja)                      | 2008 | rap w utworach „Nasz zakątek” i „SinuSoida” | [ 52 ] |
| Adrian Konarski – Senność                                   | 2008 | produkcja utworu „Sinusoida” (śpiew Śliwka Tuitam) | [ 53 ] |
| Lajt – FUCKty                                               | 2009 | gościnnie rap w utworze „Bariera” (prod. XeyoS) | [ 54 ] |
| MaxFloRec – Podaj dalej (kompilacja)                        | 2009 | rap w utworach „Nach Vorn” i „Ten cały sentyment” | [ 52 ] |
| Road Rap Hit Vol.1 (kompilacja)                             | 2009 | rap w utworze „Ideału potęga” | [ 55 ] |
| L.U.C. – PyyKyCyKyTyPff                                     | 2010 | gościnnie rap w utworze „Tyś jest też instrumentem” | [ 56 ] |
| Vienio – Etos 2010                                          | 2010 | gościnnie rap w utworze „Niektórzy z nas” | [ 56 ] |
| Bu – Zezowate szczyńście mikstejp                           | 2010 | gościnnie rap w utworze „Między nami” | [ 57 ] |
| Buka – Po drugiej stronie lustra                            | 2010 | gościnnie rap w utworze „Danse macabre” | [ 57 ] |
| HK Rufijok – Who ja wto wbijom                              | 2011 | gościnnie rap w utworze „Za co?” | [ 56 ] |
| Chonabibe Mikstejp (kompilacja)                             | 2011 | rap w utworze „Dedlajn” | [ 58 ] |
| Grube jointy 2: karani za nic (kompilacja)                  | 2011 | rap w utworze „Intruzi” | [ 59 ] |
| Grubson – Coś więcej niż muzyka                             | 2011 | gościnnie rap w utworze „Polski hip hop” | [ 60 ] |
| Buka – Pokój 003                                            | 2011 | gościnnie rap w utworze „Wraca monster” | [ 61 ] |
| Styloojeden – Z tylu jeden                                  | 2011 | produkcja utworu „Moi ludzie” | [ 62 ] |
| BN Crew – Kanzaz’n’Ezdode Mixtape Vol.2                     | 2011 | gościnnie rap w utworze „Sens” | [ 63 ] |
| WhiteHouse – Kodex 4                                        | 2012 | gościnnie rap w utworze „Się jaram” | [ 64 ] |
| Buka – Wspaniały widok na nic interesującego                | 2013 | gościnnie rap w utworze „Cyferblatów wichura” | [ 65 ] |
| Minix – Mini odskocznia                                     | 2013 | gościnnie rap w utworze „Da się nie da się” | [ 66 ] |
| Planet ANM, Eljot Sounds – Pas Oriona                       | 2013 | gościnnie rap w utworze „Potrafię latać” | [ 67 ] |
| Bu – Byk                                                    | 2013 | gościnnie rap w utworze „Siła przebicia” | [ 68 ] |
| L.U.C – Przekrój                                            | 2014 | gościnnie rap w utworach „Dziękuję (Prolog)”, „Hemoglobina (Refleksja)” i „Nibyminipocieszne psychomaterionety (Publicystyka)” | [ 69 ] |
| L.U.C – Reflekcje o miłości apdejtowanej selfie             | 2014 | gościnnie rap w utworze „Empatii reflekcje” | [ 70 ] |

## Teledyski
| Tytuł | Rok  | Reżyseria                                           | Album                                 | Źródło |
| --- | ---- | --------------------------------------------------- | ------------------------------------- | ------ |
| „Selekta” (jako Straho; gościnnie: Śliwka Tuitam) | 2002 | Maciej Pisuk                                        | Experyment: PSYHO                     | [ 71 ] |
| „Magnes” (jako Straho; gościnnie: Fokus) | 2002 | Olga Szablewicz-Pisuk, Maciek Pisuk                 | Experyment: PSYHO                     | [ 72 ] |
| „Hemoglobina” (oraz L.U.C, gościnnie: Maria Peszek) | 2007 | –                                                   | Homoxymoronomatura                    | [ 73 ] |
| „Nibyminipocieszne psychomaterionety” (oraz L.U.C) | 2007 | L.U.C, Grupa 13                                     | Homoxymoronomatura                    | [ 74 ] |
| „Pod paznokciem” (jako Straho; gościnnie: Lilu) | 2007 | Przedmarańcza                                       | DynamoL                               | [ 75 ] |
| „Cyfroni” (jako Straho; gościnnie: Pokahontaz) | 2007 | Przedmarańcza                                       | DynamoL                               | [ 76 ] |
| „SinuSoida” (jako Straho; gościnnie: Śliwka Tuitam) | 2007 | Magdalena Piekorz                                   | DynamoL                               | [ 77 ] |
| „To samo” (jako Straho; gościnnie: Miuosh) | 2008 | Sabina Sujecka                                      | DynamoL                               | [ 78 ] |
| „Darkside” | 2010 | Przedmarańcza                                       | Podróże po amplitudzie                | [ 11 ] |
| „Fejm” (gościnnie: Grubson, AbradAb) | 2010 | Przedmarańcza                                       | Podróże po amplitudzie                | [ 11 ] |
| „OTC” (gościnnie: Minix) | 2010 | Przedmarańcza                                       | Amplifikacja                          | [ 79 ] |
| „Dedlajn” | 2011 | Stolarz, m2r                                        | Chonabibe Mikstejp                    | [ 80 ] |
| „Sekunda” | 2012 | Przedmarańcza                                       | Podróże po amplitudzie                | [ 81 ] |
| „Sekunda” (DiNO Remix) | 2012 | Przedmarańcza                                       | Amplifikacja                          | [ 82 ] |
| „#Hot16Challenge” | 2014 | –                                                   | –                                     | [ 83 ] |
| „Optymistycznie” (oraz Buka) | 2015 | Aleksander Kozłowski/Przedmarańcza                  | Optymistycznie                        | [ 84 ] |
| „Obiecuję ci” (oraz Buka, gościnnie: Natalia Nykiel) | 2015 | Grzegorz Lipiec                                     | Optymistycznie                        | [ 85 ] |
| „Krok na szczyt” (oraz Buka) | 2015 | Aleksander Kozłowski/Przedmarańcza                  | Optymistycznie                        | [ 86 ] |
| „Nawyki” (oraz Buka) | 2015 | Aleksander Kozłowski/Przedmarańcza                  | Optymistycznie                        | [ 87 ] |
| „Z archiwum twarzy” (oraz Buka, gościnnie: Fokus, Masia) | 2016 | Aleksander Kozłowski/Przedmarańcza                  | Optymistycznie                        | [ 88 ] |
| Gościnnie |      |                                                     |                                       |        |
| Kanał Audytywny – „2 pokoje” (gościnnie: Rahim) | 2005 | P. i P. Kamińscy, Martyna Spryszynska, Łukasz Janke | Neurofotoreceptoreplotyka             | [ 89 ] |
| L.U.C. – „Co z tą Polską?” (gościnnie: Fokus, Rahim) | 2008 | Piotr Bartos, L.U.C                                 | Planet L.U.C                          | [ 90 ] |
| Buka – „Wraca monster” (gościnnie: Rahim) | 2012 | Przedmarańcza                                       | Pokój 003”                            | [ 91 ] |
| Buka – „Cyferblatów Wichura” (gościnnie: Rahim) | 2013 | Aleksander Kozłowski/Przedmarańcza                  | Wspaniały widok na nic interesującego | [ 92 ] |
| L.U.C – „Dziękuję” (gościnnie: Rahim, Buka, Vienio, Mesajah, Czesław Śpiewa) | 2014 | Łukasz „L.U.C” Rostkowski, Kuba Annusewicz          | Przekrój                              | [ 93 ] |
| Minix – „Da się nie da się” (gościnnie: Rahim) | 2014 | Aleksander Kozłowski/Przedmarańcza                  | Mini odskocznia                       | [ 94 ] |
| Inne |      |                                                     |                                       |        |
| Pyskaty, Numer Raz, Proceente, Pelson, Rahim, Łysol, Mielzky, Dwa Sławy, Zeus, Chada, Klasik, Quebonafide, JodSen, Joteste, Bezczel, Siwers, Ten Typ Mes – „Najsilniejsi przetrwają” (prod. DJ Premier, Luxon) | 2014 | Piotr Sawicki, Hanusz Bystry                        | –                                     | [ 95 ] |

## Filmografia
| Tytuł                                           | Rok  | Uwagi                                                          |
| ----------------------------------------------- | ---- | -------------------------------------------------------------- |
| „Mówią bloki człowieku 2”                       | 2001 | film dokumentalny, reżyseria: Joanna Rechnio                   |
| „Paktofonika. Hip-Hopowa podróż do przeszłości” | 2009 | reportaż, scenariusz i reżyseria: Marta Dzido, Piotr Śliwowski |
| „Wódeczka i panienki”                           | 2009 | film fabularny, reżyseria: Xavier Tatarkiewicz                 |

## Nagrody i wyróżnienia
| Rok  | Nagroda  | Kategoria                                                        | Uwagi     | Źródło |
| ---- | -------- | ---------------------------------------------------------------- | --------- | ------ |
| 2008 | Fryderyk | Album roku – hip-hop / R&B (L.U.C. & Rahim – Homoxyromonomatura) | Nominacja | [ 98 ] |

## Książki
- Sebastian Salbert, Przemysław Corso. Rahim. Ludzie z tylnego siedzenia. 2020, SQN. ISBN 978-83-8210-106-5.